# Антрамин
Антрамин — органическое соединение с химической формулой C14H11N. Флуоресцирующий общий анестетик.